# Aleksandr Mozin
Aleksandr Pawłowwicz Mozin (ros. Александр Павлович Мозин; ur. 9 czerwca 1961, zm. 20 lutego 2021 w Niżnym Nowogrodzie) – radziecki łyżwiarz szybki, wicemistrz Europy.

## Kariera
Największy sukces na arenie międzynarodowej Aleksandr Mozin osiągnął w 1986 roku, kiedy zdobył srebrny medal podczas mistrzostw Europy w wieloboju w Oslo. Rozdzielił tam na podium Heina Vergeera z Holandii oraz Szweda Tomasa Gustafsona. Wygrał tam biegu na 5000 i 10 000 m, w biegu na 500 m był dziewiętnasty, a na 1500 m zajął szóste miejsce. W tym samym roku był też siódmy na wielobojowych mistrzostwach świata w Inzell, gdzie jego najlepszym wynikiem było trzecie miejsce w biegu na 5000 m. W 1988 roku wystartował na igrzyskach olimpijskich w Calgary, zajmując osiemnastą pozycję na dystansie 10 000 m. Parokrotnie startował w zawodach Pucharu Świata, jednak nigdy nie stanął na podium. W 1988 roku zakończył karierę.
Nigdy nie zdobył medalu mistrzostw ZSRR w wieloboju, był jednak drugi na 10 000 m w 1981 roku i trzeci na 5000 m w 1984 roku.